# Verduzan
Verduzan est une ancienne commune du Gers. En 1831, elle est rattachée, avec Laclaverie, à la commune du Castéra-Vivent, ainsi renommée Castéra-Verduzan. Aujourd'hui, un lieu-dit subsiste.

## Géographie

### Localisation
Verduzan se situe en Gascogne, dans le pays d'Auch, au sein de la commune de Castéra-Verduzan.

## Histoire
En 1801, la commune passa du canton de Saint-Puy au canton de Valence. En 1831, Verduzan est fusionnée au sein de la commune du Castéra-Vivent. En 2014, Castéra-Verduzan est transférée au canton de Baïse-Armagnac.

## Population et société

### Démographie
| 1793 | 1800 | 1806 | 1821 |
| ---- | ---- | ---- | ---- |
| 53   | 217  | 218  | 314  |

## Culture locale et patrimoine

### Lieux et monuments
- Chapelle romane et cimetière
- Croix de cimetière, inscrite aux MH[3]

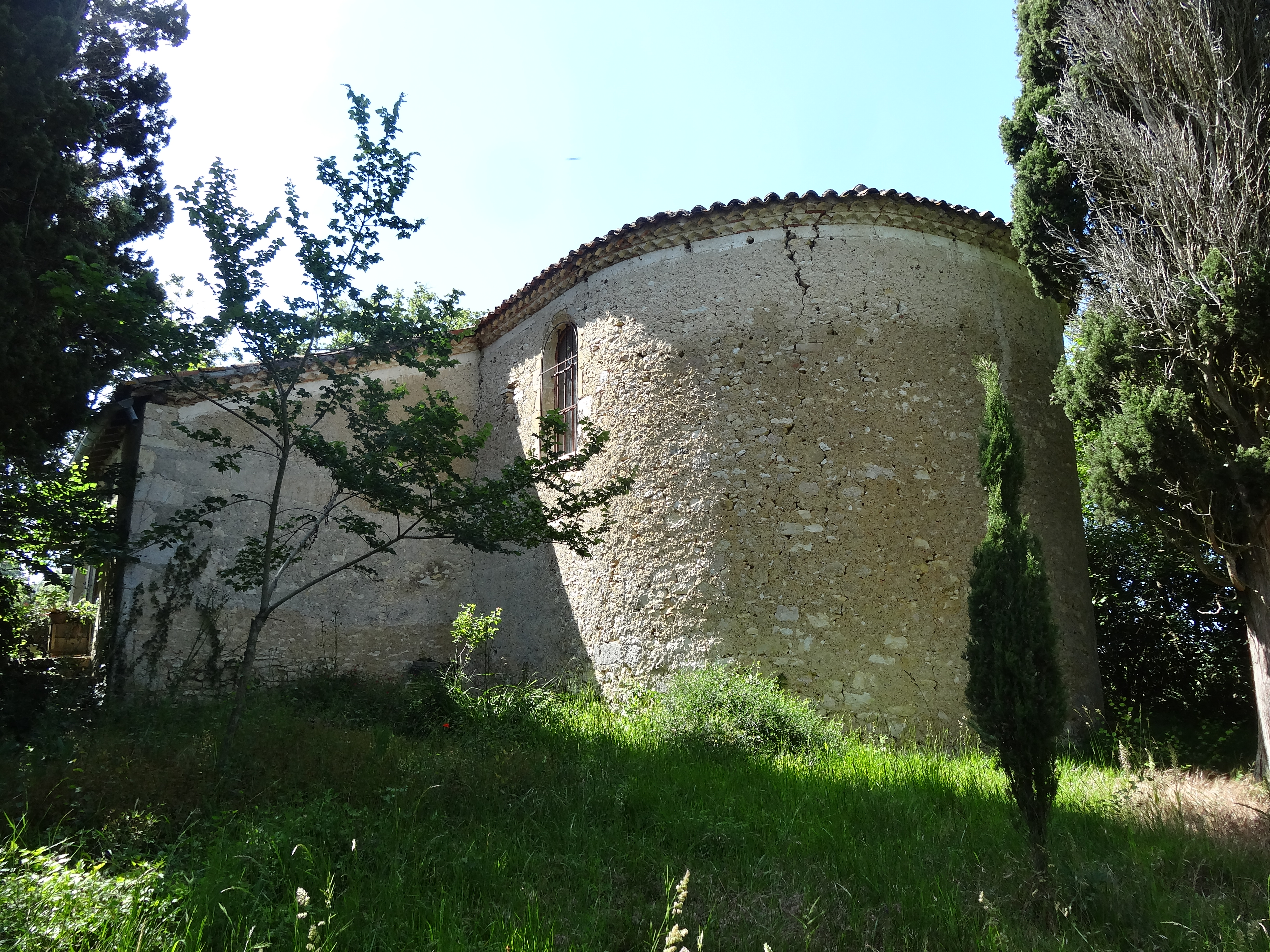
Vue différente de la chapelle.
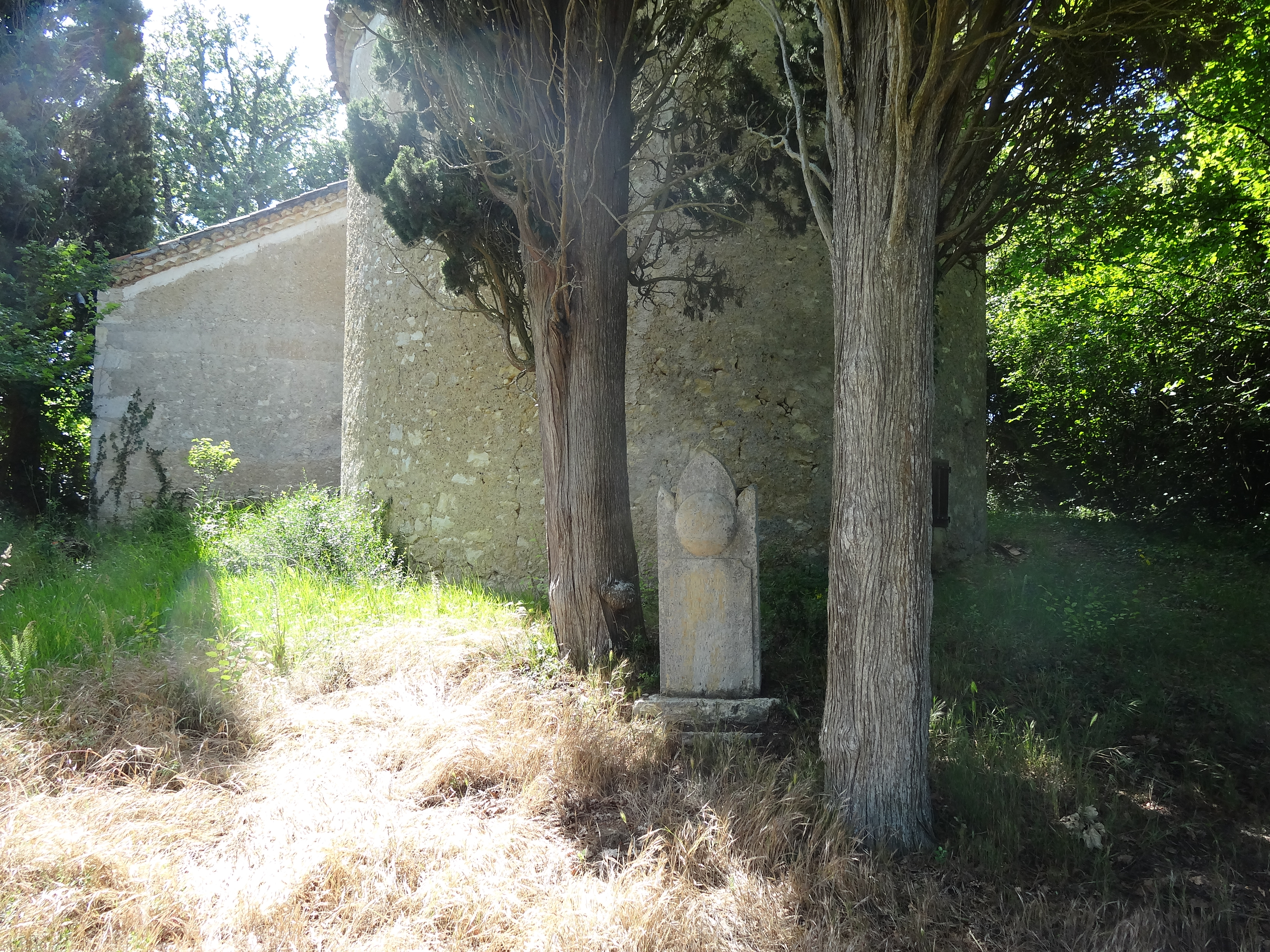
Cimetière et chevet de la chapelle.